# Osiedle Przylesie (Łask)
Osiedle Przylesie – osiedle Łasku
Budowę osiedla rozpoczęto 1987 roku. Pierwsze mieszkania oddano do użytku na przełomie lat 80. i 90. Mieści się tu m.in. basen, szkoła podstawowa, minimarket, przychodnia lekarska.
Odległość bloków mieszkalnych od lasu to ok. 500 m. Wszystkie ulice Przylesia mają nazwy pochodzące od drzew. Główne ulice to: Cisowa, Dębowa, Jesionowa, Jodłowa, Orzechowa, Jarzębinowa.
Dane statystyczne (stan na lipiec 2008 roku):
- liczba domów Łaskiej Spółdzielni Mieszkaniowej: 23,
- liczba mieszkań: 678,
- liczba mieszkańców: 2211.